# Austrian Football League 2012
La Austrian Football League 2012 è stata la 28ª edizione del campionato austriaco di football americano di primo livello, organizzato dalla AFBÖ.

## Squadre partecipanti
| Club                | Città     | Stadio | Sponsor ufficiale | Capo allenatore | Risultato nella stagione 2011 |
| ------------------- | --------- | ------ | ----------------- | --------------- | ----------------------------- |
| AFC Rangers Mödling | Mödling   |        |                   |                 |                               |
| Danube Dragons      | Vienna    |        |                   |                 |                               |
| Graz Giants         | Graz      |        |                   |                 |                               |
| Prague Panthers     | Praga     |        |                   |                 |                               |
| Tirol Raiders       | Innsbruck |        |                   |                 |                               |
| Vienna Vikings      | Vienna    |        |                   |                 |                               |

## Stagione regolare

### Calendario

#### 1ª giornata
| 24 marzo 2012 | AFC Rangers Mödling | 0 – 52 (0-3 0-21 0-7 0-21) | Tirol Raiders | (2050 spett.) |

| 25 marzo 2012 | Prague Panthers | 33 – 37 (13-10 20-0 0-27 0-0) | Danube Dragons | (250 spett.) |

| 25 marzo 2012 | Vienna Vikings | 20 – 13 (3-0 10-7 0-6 7-0) | Graz Giants | (4000 spett.) |

#### 2ª giornata
| 31 marzo 2012 | Graz Giants | 67 – 0 (13-0 27-0 20-0 7-0) | AFC Rangers Mödling | (1200 spett.) |

| 31 marzo 2012 | Danube Dragons | 3 – 39 (3-2 0-20 0-14 0-3) | Vienna Vikings | (2200 spett.) |

| 1º aprile 2012 | Prague Panthers | 10 – 37 (0-9 3-0 7-21 0-7) | Tirol Raiders | (120 spett.) |

#### 3ª giornata
| 7 aprile 2012 | Graz Giants | 42 – 28 (6-0 15-12 14-0 7-16) | Prague Panthers | (450 spett.) |

| 9 aprile 2012 | Tirol Raiders | 31 – 7 (7-0 3-0 14-0 7-7) | Danube Dragons | (3700 spett.) |

| 9 aprile 2012 | Vienna Vikings | 55 – 0 (14-0 20-0 21-0 0-0) | AFC Rangers Mödling | (2500 spett.) |

#### 4ª giornata
| 14 aprile 2012 | Tirol Raiders | 62 – 0 (21-0 17-0 21-0 3-0) | AFC Rangers Mödling | (2300 spett.) |

| 14 aprile 2012 | Prague Panthers | 0 – 55 (0-21 0-21 0-0 0-13) | Vienna Vikings | (200 spett.) |

| 15 aprile 2012 | Danube Dragons | 35 – 61 (7-13 0-14 14-27 14-7) | Graz Giants |  |

#### 5ª giornata
| 21 aprile 2012 | AFC Rangers Mödling | 0 – 41 (0-20 0-14 0-0 0-7) | Danube Dragons | (1200 spett.) |

| 22 aprile 2012 | Prague Panthers | 35 – 36 (0-7 14-14 14-7 7-8) | Graz Giants | (110 spett.) |

| 22 aprile 2012 | Vienna Vikings | 17 – 15 (7-0 0-8 3-0 7-7) | Tirol Raiders | (2500 spett.) |

#### 6ª giornata
| 28 aprile 2012 | Tirol Raiders | 33 – 0 (0-0 7-0 7-0 19-0) | Graz Giants | (4200 spett.) |

| 29 aprile 2012 | Danube Dragons | 34 – 41 (7-7 6-6 7-14 14-14) | Prague Panthers | (1000 spett.) |

| 29 aprile 2012 | AFC Rangers Mödling | 6 – 58 (0-14 0-21 0-14 6-9) | Vienna Vikings | (1500 spett.) |

#### 7ª giornata
| 6 maggio 2012 | Tirol Raiders | 52 – 14 (14-0 15-7 23-0 0-7) | Prague Panthers | (2500 spett.) |

#### 8ª giornata
| 12 maggio 2012 | Danube Dragons | 65 – 0 (21-0 24-0 13-0 7-0) | AFC Rangers Mödling | (1000 spett.) |

| 12 maggio 2012 | Graz Giants | 20 – 21 (0-7 0-0 7-7 13-7) | Tirol Raiders | (2100 spett.) |

| 13 maggio 2012 | Vienna Vikings | 31 – 0 (3-0 21-0 7-0 0-0) | Prague Panthers | (1800 spett.) |

#### 9ª giornata
| 19 maggio 2012 | AFC Rangers Mödling | 7 – 54 (0-20 0-15 7-6 0-13) | Graz Giants | (500 spett.) |

| 20 maggio 2012 | Vienna Vikings | 37 – 7 (7-0 14-0 16-0 0-7) | Danube Dragons | (4200 spett.) |

#### 10ª giornata
| 2 giugno 2012 | Danube Dragons | 27 – 35 (8-7 7-15 6-7 6-6) | Tirol Raiders | (2500 spett.) |

| 2 giugno 2012 | Graz Giants | 35 – 34 (0-7 14-19 13-0 8-8) | Vienna Vikings | (1500 spett.) |

| 3 giugno 2012 | Prague Panthers | 54 – 30 (21-0 20-17 6-7 7-6) | AFC Rangers Mödling | (250 spett.) |

#### 11ª giornata
| 23 giugno 2012 | AFC Rangers Mödling | 34 – 59 (14-12 10-32 7-0 3-15) | Prague Panthers | (650 spett.) |

| 23 giugno 2012 | Tirol Raiders | 12 – 14 (0-7 6-7 0-0 6-0) | Vienna Vikings | (3500 spett.) |

| 23 giugno 2012 | Graz Giants | 30 – 36 (0-7 7-7 8-9 15-13) | Danube Dragons | (800 spett.) |

### Classifica
La classifica della regular season è la seguente:
- PCT = percentuale di vittorie, G = partite giocate, V = partite vinte,  P = partite perse, PF = punti fatti, PS = punti subiti

| Pos. | Squadra             | PCT  | G  | V | N | P  | PF  | PS  |
| ---- | ------------------- | ---- | -- | - | - | -- | --- | --- |
| 1    | Vienna Vikings      | .900 | 10 | 9 | 0 | 1  | 360 | 91  |
| 2    | Tirol Raiders       | .800 | 10 | 8 | 0 | 2  | 350 | 109 |
| 3    | Graz Giants         | .600 | 10 | 6 | 0 | 4  | 358 | 249 |
| 4    | Danube Dragons      | .400 | 10 | 4 | 0 | 6  | 292 | 307 |
| 5    | Prague Panthers     | .300 | 10 | 3 | 0 | 7  | 274 | 388 |
| 6    | AFC Rangers Mödling | .000 | 10 | 0 | 0 | 10 | 77  | 567 |

## Playoff

### Tabellone
|  | Semifinali | Semifinali     | Semifinali |               |    | Austrian Bowl XXVIII | Austrian Bowl XXVIII | Austrian Bowl XXVIII |  |
|  |            |                |            |               |    |                      |                      |                      |  |
|  | 1          | Vienna Vikings | 48         |               |    |                      |                      |                      |  |
|  | 1          | Vienna Vikings | 48         |               |    |                      |                      |                      |  |
|  | 4          | Danube Dragons | 32         |               |    |                      |                      |                      |  |
|  | 4          | Danube Dragons | 32         |               | 1  | Vienna Vikings       | 48                   |                      |  |
|  |            |                |            |               | 1  | Vienna Vikings       | 48                   |                      |  |
|  |            |                | 2          | Tirol Raiders | 34 |                      |                      |                      |  |
|  | 2          | Tirol Raiders  | 2          | Tirol Raiders | 34 | 48                   |                      |                      |  |
|  | 2          | Tirol Raiders  |            |               |    |                      |                      |                      |  |
|  | 3          | Graz Giants    | 42         |               |    |                      |                      |                      |  |

### Semifinali
| 14 luglio 2012 | Tirol Raiders | 48 – 42 (0-6 21-8 7-7 20-21) | Graz Giants | (3300 spett.) |

| 15 luglio 2012 | Vienna Vikings | 48 – 32 (7-17 13-6 21-9 7-0) | Danube Dragons | (3700 spett.) |

### Austrian Bowl XXVIII
| 28 luglio 2012 | Vienna Vikings | 48 – 34 (12-14 14-0 14-14 8-6) | Tirol Raiders | (4640 spett.) |

## Verdetti
- Vienna Vikings Campioni dell'Austria 2012